# NGC 7517
NGC 7517 је елиптична галаксија у сазвежђу Рибе која се налази на NGC листи објеката дубоког неба.
Деклинација објекта је - 2° 6' 0" а ректасцензија 23h 13m 13,8s. Привидна величина (магнитуда) објекта NGC 7517 износи 14,4 а фотографска магнитуда 15,4. NGC 7517 је још познат и под ознакама MCG 0-59-8, CGCG 380-10, NPM1G -02.0506, PGC 70715.